# Rafael Cabral Barbosa
Rafael Cabral Barbosa (Sorocaba, el 20 de maig de 1990), conegut com a Rafael Cabral o simplement Rafael, és un futbolista brasiler que juga amb la SSC Napoli com a porter.